# Conquesta de Rayy i Sultaniya (1384)
La conquesta de Rayy i Sultaniya foren unes operacions militar de Tamerlà i els seus generals que van portar a la conquesta d'aquestes ciutats de l'Iraq Ajamita el 1384 (i territoris de l'entorn a l'inici del 1385)
Després d'ocupar Astarabad, Tamerlà hi va deixar a Utx Kara Bahadur i Ak Bugha per passar allí el hivern amb el gruix de l'exèrcit, i ell mateix, amb 3 de cada dotze soldats, va sortir cap a l'Iraq Ajamita en direcció a Rayy. El sultà jalayírida Ahmad ibn Uways, que estava a Sultaniya, va encarregar la defensa d'aquesta ciutat al seu fill Akbugha ibn Ahmad i va fugir cap a Tabriz. L'amir Umar Abbas va marxar amb 60 homes cap a Sultaniya tot i l'intens fred del hivern, només per fer una exploració; però quan va arribar a la ciutat els seus defensors havien fugit emportant-se a Akbugha ibn Ahmad. Umar Abbas va entrar a la població i se’n va fer amo i senyor i ho va comunicar a Timur que pel seu costat ja havia entrat a Rayy
Passat el hivern Timur va sortir cap a Sultaniya. En aquesta ciutat va saber de Sariq Adel, amir al servei dels jalayírides que s'havia revoltat i finalment sotmès a Shah Shuja de Fars, i que des de la mort d'aquest es considerava vassall del muzaffàrida Zain al-Abidin (i romania a Fars amb aquest sultà). Adel va ser cridat per Timur que li va concedir el honor de baixar el tapis del tron; Timur el va distingir amb diversos favors i el va nomenar governador de la província de Sultaniya i dels territoris que en depenien. Muhammad, fill de Sultan Shah, fou encarregat de conquerir la regió (finals del 1384).